# Tiefurt
Tiefurt ist ein Ortsteil der thüringischen Stadt Weimar. Er hatte am 31. Dezember 2018 749 Einwohner auf einer Fläche von 2,64 Quadratkilometern.

## Lage
Tiefurt liegt an der Ilm, die das Straßendorf mit einer großen Schleife umfließt. Etwa zwei Kilometer südwestlich liegt das Stadtzentrum von Weimar, an das der Ort durch Stadtbuslinien angebunden ist. Weitere Nachbardörfer sind Kromsdorf im Nordosten und Süßenborn im Südosten. Zum Weimarer Ortsteil gehört neben der historischen Gemarkung noch die Siedlung Dürrenbacher Hütte.

## Geschichte

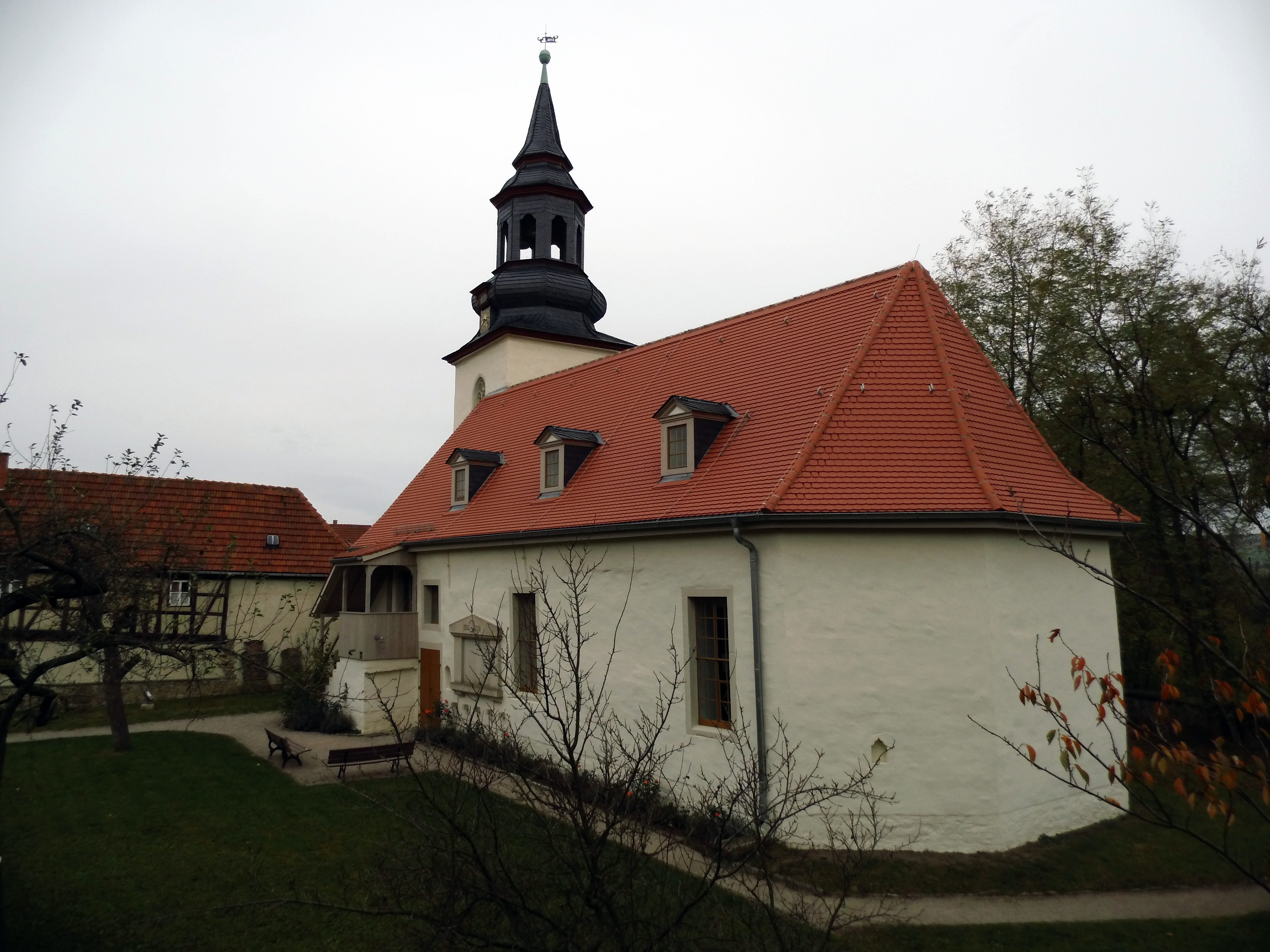
Kirche Tiefurt

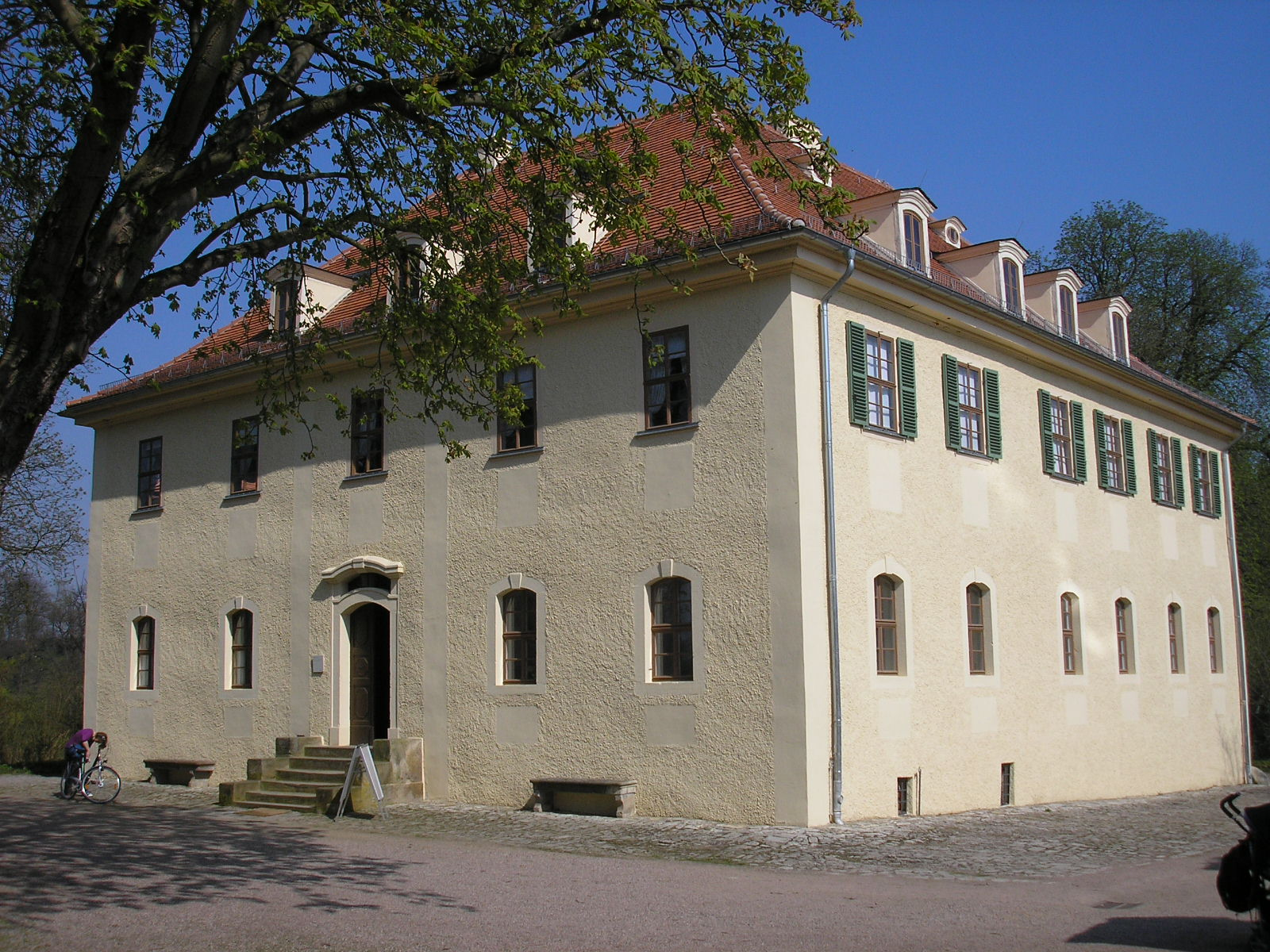
Schloss Tiefurt

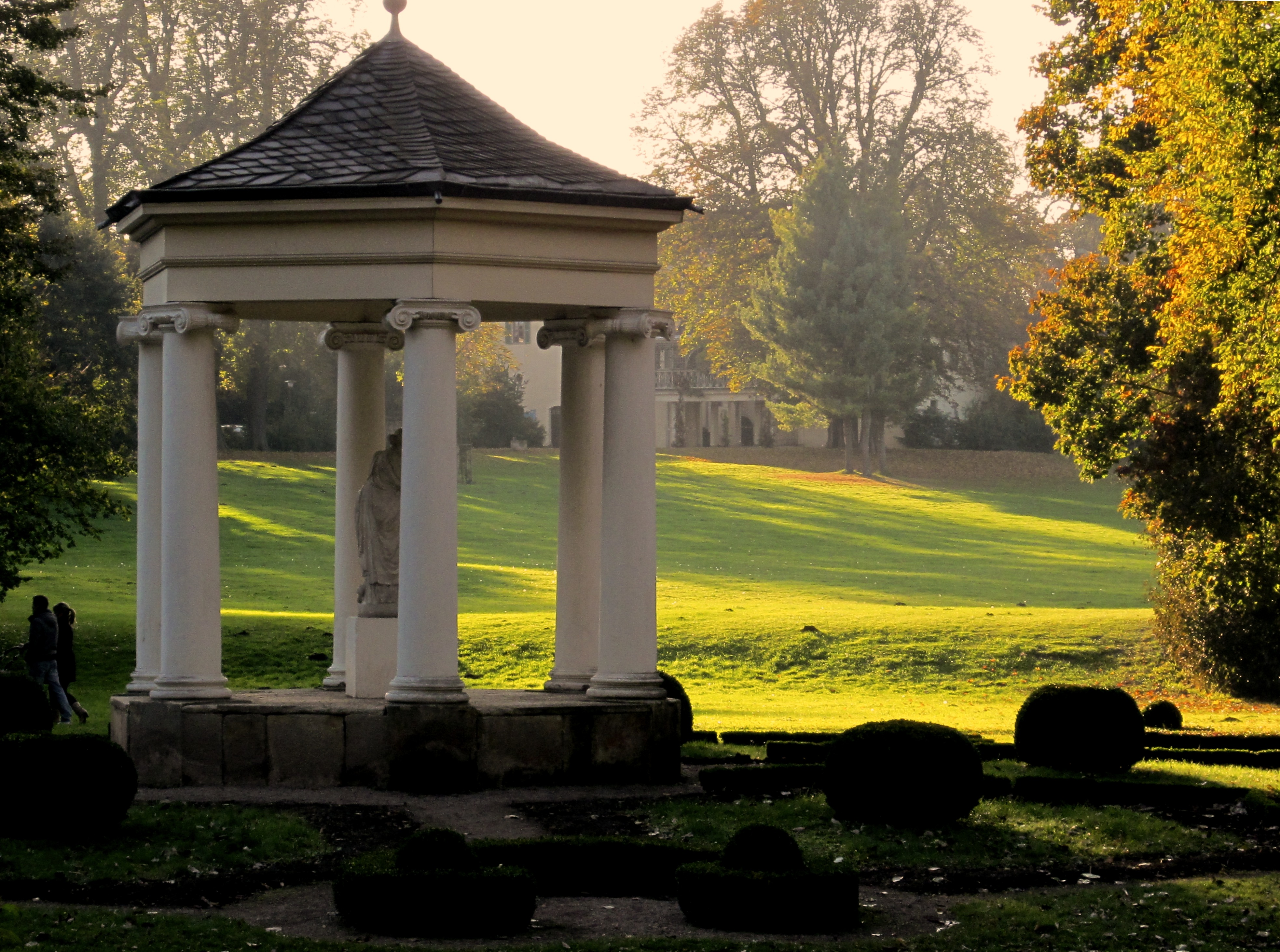
Musentempel im Tiefurter Park

Tiefurt wurde 1206 erstmals urkundlich erwähnt. An der Stelle des späteren Kammergutes stand ein befestigter Herrensitz. Von da aus wurde wohl ein Flussübergang kontrolliert. Im 13. und 14. Jahrhundert wurden Marschälle von Tiefurt genannt, die Vasallen der Orlamünder waren und wohl den Herrensitz besessen haben. Von diesem befestigten Sitz sind keine Spuren mehr erkennbar. Tiefurt avancierte im 18. Jahrhundert zu einer Sommerresidenz der Weimarer Herzöge. Dazu wurde das Schloss Tiefurt ausgebaut und nördlich des Ortes an der Ilm ein weitläufiger Park angelegt. Schloss und Park sind heute Teil des Ensembles Klassisches Weimar, das zum UNESCO-Welterbe zählt. Im Park befindet sich u. a. das Mozart-Denkmal Tiefurt, das 1799 aufgestellt wurde und das erste Denkmal für den Komponisten außerhalb des heutigen Österreichs war. Entlang der Ilm ist der Park über ein grünes Band mit dem Park an der Ilm in Weimar verbunden. Durch die Parkanlagen führt auch der Ilmradweg. So lebt der Ort heute hauptsächlich von den Tagesausflüglern, die in den Gaststätten bewirtet werden. Südlich von Tiefurt liegt etwas versteckt an der Ilm die Hauptkläranlage von Weimar. Zu erwähnen ist auch das ehemalige herzogliche bzw. großherzogliche Kammergut Tiefurt.
Seit der Eingemeindung 1922 gehört Tiefurt zur Stadt Weimar. Ortsteilbürgermeister ist Jörg Rietschel.

## Persönlichkeiten
- Ulrich von Dinstedt (* um 1460 in Tiefurt; † um August 1525 in Eisfeld), Jurist, katholischer und evangelischer Theologe
- Georg Bleyer (* 28. Oktober 1647 in Tiefurt; † nach 1683 in Brabant), Komponist und Dichter
- Johann Christian Schmidt (* 1735 in Tiefurt; † unbekannt), Kaufmann
- Christian Martin Leopold Stark (* 6. November 1761 in Tiefurt; † 16. Oktober 1837), großherzoglich Sachsen-Weimarischer Landkommissar zu Buttelstedt
- Alexander Wilhelm Gottschalg (* 12. Februar 1827 in Mechelroda; † 29. Mai 1908 in Weimar), Kantor, Organist und Komponist sowie Vertrauter von Franz Liszt (Gedenktafel an der Dorfkirche), Kantor der Kirche Tiefurt von 1847 bis 1870
- Guido Heym (* 1. Mai 1882 in Suhl; † 5. April 1945 bei Tiefurt), sozialistischer Politiker und Journalist
- Ingeborg Stein (* 28. Februar 1934 in Meißen; † 28. Oktober 2020 in Tiefurt), Musikwissenschaftlerin, Museologin und Schriftstellerin; Gründungsdirektorin des Heinrich-Schütz-Museums in Bad Köstritz